# Господарство стародавніх германців

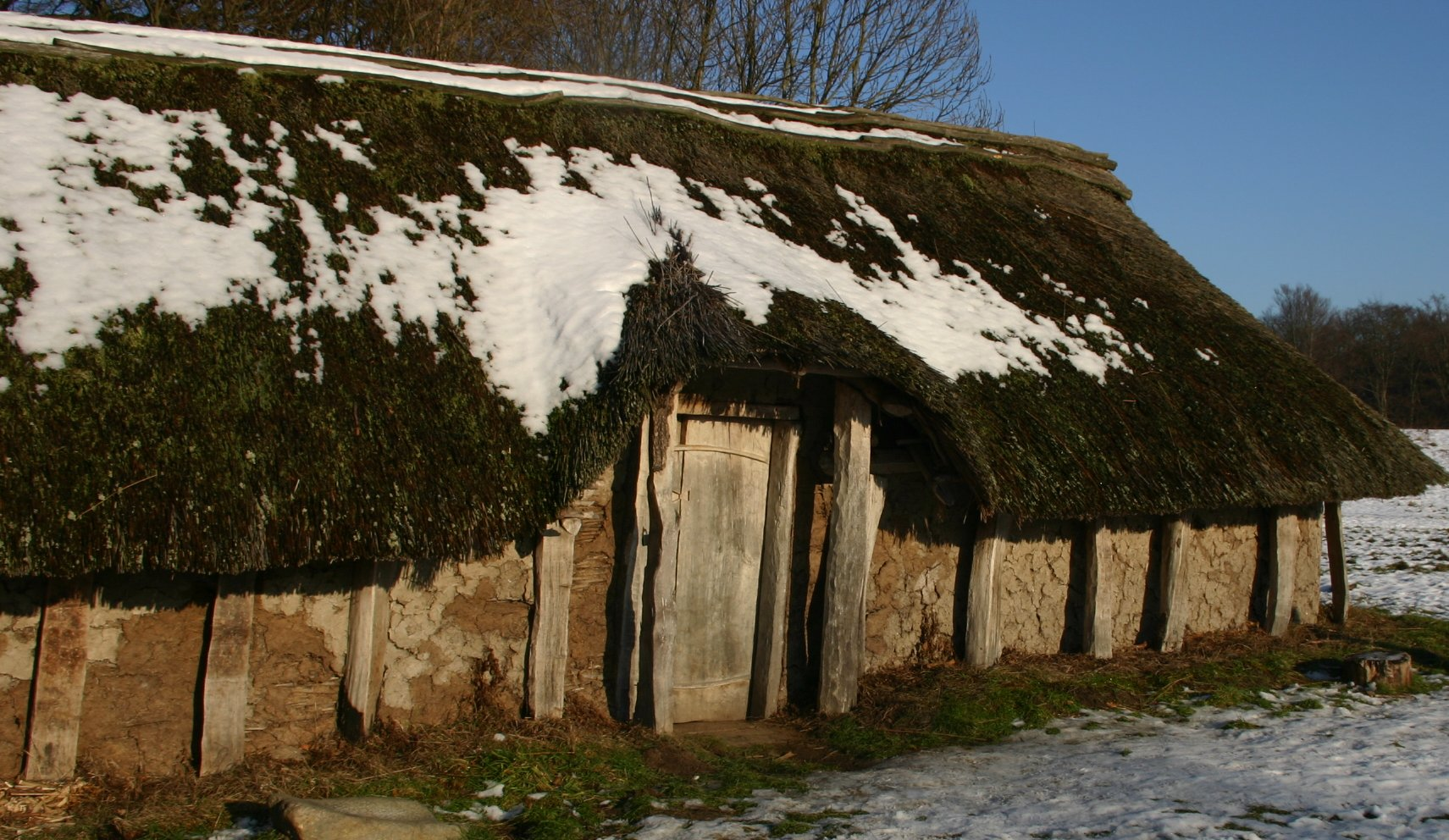
Реконструкція «довгого» дому германців

Північні сусіди Римської імперії – варварські, за оцінкою греків і римлян, племена германців, а також ,кельтів,слов’ян, фракійців, сарматів – в перші століття нової ери жили ще родоплемінним ладом. Рівень розвитку цих племен був дуже різний, але до моменту масових вторгнень варварів на територію імперії в IV-VI ст. всі вони в тій чи іншій мірі і формі виявляли ознаки формування державності, причому поступово дедалі очевиднішою ставала феодальна спрямованість змін, що відбуваються. У германців ця тенденція простежується з особливою ясністю.
Господарський лад древніх германців залишається предметом гострих історіографічних дискусій, що зумовлено насамперед станом джерел. Згідно з переважаючою точкою зору (враховує поряд з письмовими джерелами досягнення археології, ономастики та історичної лінгвістики), германці вже в I ст. вели осілий спосіб життя, хоча епізодичні переміщення окремих колективів і племен на значні відстані ще мали місце. Міграції викликалися здебільшого зовнішньополітичними ускладненнями, іноді порушеннями екологічного рівноваги в результаті коливань клімату, демографічного росту та іншими причинами, але аж ніяк не диктувалися природою господарського ладу. Найбільш розвиненими були племена, які жили на кордонах імперії по Рейну і Дунаю, тоді як у міру віддалення від римських меж рівень цивілізованості падав.

## Господарський лад

### Скотарство
Головною галуззю господарства у германців було скотарство, що відігравало особливо важливу роль в Скандинавії, Ютландії та Північній (Нижній) Німеччіни, де багато прекрасних луків, землі ж, придатної для землеробства, мало, а ґрунти порівняно бідні. Розводили в основному велику рогату худобу, а також овець і свиней.
Землеробство було на другому плані, але за важливістю вже мало поступалася скотарству, особливо до IV ст. Цю інформацію ми можемо простежити у «Германіці» Корнелія Тацита:
«Хоча країна подекуди і відрізняється з виду, все ж в цілому
вона жахає і відвертає своїми лісами і топями; найбільш волога
вона з того боку, де дивиться на Галію, і найбільш відкрита для
вітрів там, де звернена до Норіка і Паннонії; в загальному досить
родюча, вона непридатна для плодових дерев; дрібної худоби
в ній безліч, але здебільшого він малорослий. Та й
бики позбавлені зазвичай вінчаючого їх голови гордовитої прикраси, але
германці радіють великій кількості своїх стад, і вони - єдине і саме
улюблене їх надбання»

### Землеробство
Місцями ще зберігалися підсічно-вогневе землеробство і переліг, проте переважала експлуатація давно розчищених і притому постійно використовуваних ділянок. Оброблялися вони ралом (сохою) або плугом, що приводяться в рух упряжкою биків або волів. На відміну від рала плуг не просто борознить розпушують лемешем землю, але підрізає брилу землі по діагоналі і за допомогою спеціального пристрою – відвалу – відкидає її в сторону, забезпечуючи більш глибоку оранку. Дозволивши, таким чином, істотно інтенсифікувати землеробство, плуг з’явився воістину революційним винаходом. Однак його застосування або незастосування в конкретному районі було обумовлено не стільки стадією розвитку, скільки особливостями ґрунтів: плуг незамінний на важких глинистих ґрунтах, відвойованих у лісу; на розораних луках з їх легкими податливими ґрунтами він необов’язковий; в гірській місцевості, де родючий шар неглибокий, використання плуга загрожує ерозією.
Правильні сівозміни ще тільки складалися, проте до кінця розглянутого періоду почало поширюватися двухпілля з набуваючою потроху регулярністю чергування ярих і озимих, рідше – зернових з бобовими і льоном. У Скандинавії сіяли в основному морозостійкий невибагливий овес і швидкозріваючий ярий ячмінь, на самому півдні, в Сконі, також ярові сорти жита і пшениці. Зерна тут хронічно не вистачало, основою харчового раціону служили м’ясо-молочні продукти і риба. У Ютландії і у власне Німеччині пшениця займала значні і всі розширюються площі, але переважали все ж ячмінь (з якого крім хліба і каші виготовляли також пиво – головний хмільний напій германців) і особливо жито. Германці обробляли також деякі городні культури, зокрема коренеплоди, капусту і салат, принесені ними згодом на територію імперії, але садівництва і виноградарства не знали, задовольняючи потребу в солодкому за рахунок дикорослих плодів, ягід, а також меду. Полювання вже не мала великого господарського значення, рибальство ж відігравало важливу роль, насамперед у приморських племен.
При близькому сусідстві кількох домогосподарств поля або їх ділянки відокремлювалися від сусідських не підлягають розорювання межами, що виникали з каменів, що видаляються з поля і поступово скріплюються наносами землі і пророслої травою; ці межі були досить широкі, щоб орач міг по ним проїхати з упряжкою до своєї ділянки, не пошкодивши чужі. Зі збільшенням населення такі поля іноді ділилися на декілька часток, але самі кордону поля залишалися, очевидно, незмінними. Така система полів була найбільш характерна для відкритих низовин Північній Німеччині і Ютландії. У Середній і Південній Німеччині, де хліборобство велося в основному на землях, очищених від лісу становище було, ймовірно, трохи іншим, оскільки лісові ґрунти вимагали більш тривалого відпочинку, який не можна було компенсувати, як на багатому худобою Півночі, надлишковим унавожіваніем. Відповідно тут довше тримався переліг і пов’язане з ним періодичне перекроювання ділянок.
«Земли для обработки они поочередно занимают всею общиной по числу земледельцев, а затем делят их между собою смотря по достоинству каждого; раздел полей облегчается обилием свободных пространств. И хотя они ежегодно сменяют пашню, у них всегда остается излишек полей. И они не прилагают усилий, чтобы умножить трудом плодородие почвы и возместить таким образом недостаток в земле, не сажают плодовых деревьев, не огораживают лугов, не поливают огороды. От земли они ждут только урожая хлебов. И по этой причине они делят год менее дробно, чем мы: ими различаются зима, и весна, и лето, и они имеют свои наименования, а вот название осени и ее плоды им неведомы» - Корнелій Тацит «Про походження Германців та місцеположення Германії",розділ 26.
«Страна их, в общем достаточно плодородная, непригодна для плодовых деревьев; мелкого скота в ней великое множество, но по большей части он малорослый, да и быки лишены обычно венчающего их головы горделивого украшения» - Корнелій Тацит «Про походження Германців та місцеположення Германії",розділ 5.